# Väinö Markkanen
Väinö Johannes Markkanen (* 29. Mai 1929 in Paltamo; † 10. Juni 2022 in Lohja) war ein finnischer Sportschütze.

## Erfolge
Väinö Markkanen nahm an den Olympischen Spielen 1964 in Tokio in der Disziplin Freie Pistole teil. Mit 560 Punkten stellte er den bestehenden Olympiarekord ein und wurde vor Franklin Green und Yoshihisa Yoshikawa Olympiasieger. Bei Weltmeisterschaften gewann Markkanen 1974 in Thun mit der Großkaliberpistole im Mannschaftswettbewerb Bronze.
Markkanen war beruflich beim Finnischen Grenzschutz aktiv.